# Bundesstraße 408
Die Bundesstraße 408 (Abkürzung: B 408) ist eine relativ kurze deutsche Bundesstraße in Niedersachsen. Sie ist etwa 18 km lang und liegt in ihrem gesamten Verlauf auf dem Stadtgebiet der Stadt Haren.
Sie führt von der deutsch-niederländischen Grenze bei Rütenbrock kommend parallel südlich am Haren-Rütenbrock-Kanal entlang, kreuzt die A 31, führt im weiteren Verlauf als Umgehungsstraße südlich an der Innenstadt Harens vorbei, überquert die Ems und erreicht im Ortsteil Emmeln die B 70.

## Überquerte Gewässer
- Süd-Nord-Kanal
- Ems/Dortmund-Ems-Kanal

## Geschichte
Die heutige B 408 war früher Teil der B 402. Diese wurde jedoch von Meppen-Borken als Meppener Nordumgehung in Richtung Twist-Schöninghsdorf neu trassiert.
In den 1960er-Jahren trug die Strecke Kaisersesch–Ulmen–Hasborn–Wittlich–Trier–Landstuhl die Bezeichnung B 408, bis sie zur A 48, A 1 und A 62 ausgebaut wurde.